# Adriana Leon
Adriana Kristina Leon (Mississauga, Ontario, Canadá; 2 de octubre de 1992) es una futbolista canadiense que juega de mediocampista en el Aston Villa de la Women's Super League de Inglaterra.
Es internacional con la selección de Canadá con la cual ha jugado tres Copa Mundiales, las ediciones de 2015, 2019 y 2023.

## Estadísticas

### Clubes
| Club                   | País           | Año             |
| ---------------------- | -------------- | --------------- |
| Toronto Lady Lynx      | Canadá         | 2010 - 2012     |
| Boston Breakers        | Estados Unidos | 2013            |
| Chicago Red Stars      | Estados Unidos | 2013 - 2015     |
| Western New York Flash | Estados Unidos | 2015 - 2016     |
| FC Zürich              | Suiza          | 2016            |
| Boston Breakers        | Estados Unidos | 2017            |
| Sky Blue FC            | Estados Unidos | 2018            |
| Seattle Reign          | Estados Unidos | 2018            |
| West Ham United        | Inglaterra     | 2019 - 2022     |
| Manchester United      | Inglaterra     | 2022 - 2023     |
| Aston Villa            | Inglaterra     | 2023 - presente |

## Palmarés

### Títulos internacionales
| Título                     | Equipo | Sede  | Año  |
| -------------------------- | ------ | ----- | ---- |
| Juegos Olímpicos de Verano | Canadá | Tokio | 2020 |

(*) Incluyendo la Selección